# Carrie Brownstein
Carrie Rachel Brownstein (* 27. September 1974 in Seattle, Washington) ist eine US-amerikanische Musikerin, Schauspielerin, Autorin, Regisseurin und Komikerin.

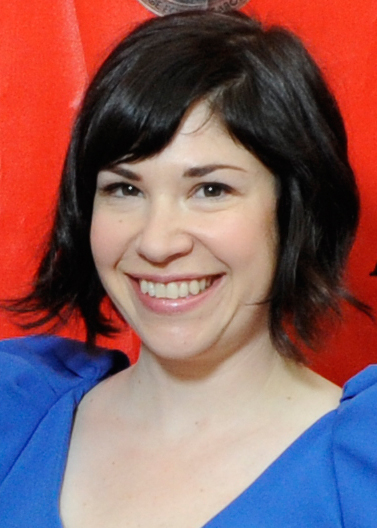
Carrie Brownstein. (2012)

## Leben und Karriere
Brownstein wuchs in Redmond, Washington auf. Ihre Mutter war Hausfrau und Lehrerin, ihr Vater war als Unternehmensanwalt tätig. Sie ließen sich scheiden, als Carrie 14 Jahre alt war. Seitdem wurde sie von ihrem Vater aufgezogen. Brownstein hat außerdem eine jüngere Schwester, und ihre Familie ist jüdisch.
Sie ging auf die Lake Washington High School, bevor sie für ihr letztes Schuljahr an die Overlake School wechselte. Mit 15 Jahren begann Brownstein, Gitarre zu spielen und wurde dafür von Jeremy Enigk unterrichtet.
Nach dem bestandenen Abitur besuchte Brownstein die Western Washington University und wechselte dann an das Evergreen State College. 1997 schloss sie dort ihr Studium mit dem Schwerpunkt Soziolinguistik ab und blieb anschließend für drei Jahre in Olympia, Washington, bevor sie nach Portland, Oregon zog.
Sie wurde als Mitglied der Band Excuse 17 bekannt, bevor sie das Rock-Trio Sleater-Kinney gründete. Während einer längeren Pause der Band Sleater-Kinney gründete sie die Gruppe Wild Flag. Während dieser Zeit schrieb und trat Brownstein neben Fred Armisen in einer Reihe von Comedy-Sketches auf, die dann von den beiden zu der satirischen TV-Serie Portlandia weiterentwickelt wurden. Für die Serie wurde Brownstein mehrfach für den Emmy nominiert, und sie gewann u. a. einen Peabody Award. Nach einiger Zeit kam die Band Sleater-Kinney einschließlich Brownstein wieder zusammen und ging ab 2015 auf Tournee.